# Plaza de Méndez Núñez
La plaza de Méndez Núñez es una plaza de origen medieval situada en pleno centro histórico de la ciudad española de Pontevedra.

## Origen del nombre
La plaza debe su nombre actual a Casto Méndez Núñez, que vivió en el Pazo de los Cru y Montenegro, en el lado sur de la plaza, en el siglo XIX.

## Historia
La plaza forma parte de una estructura creada durante el segundo ensanche de las murallas de la ciudad en el siglo XIII.
La plaza surgió de forma espontánea, formando una plaza abierta a partir del ensanche de una calle principal (actual calle Sarmiento) y el cruce de otras calles secundarias como la calle Don Gonzalo. Su primer nombre conocido fue Campo da Herva, que hacía referencia a su origen como lugar deshabitado fuera del recinto amurallado, donde se pudieron realizar los primeros trueques de la ciudad.
Posteriormente, la plaza pasó a llamarse Plaza del Campo Verde debido a los productos del campo que allí se vendían y Plaza de las Gallinas, debido al mercado de aves que allí se celebraba. Su principal actividad era la de lugar de transacciones comerciales.
La familia noble de los Cru y Montenegro vivió desde el siglo XV en el pazo situado en la parte sur de la plaza. En el siglo XIX, el contraalmirante Casto Méndez Núñez también vivió en este pazo, donde falleció el 21 de agosto de 1869. Por este motivo, el 31 de agosto de 1875, la plaza recibió el nombre de Plaza de Méndez Núñez.
Entre 1884 y 1888, los hermanos Soledad y Jesús Muruais se convirtieron en propietarios del Pazo de los Cru y Montenegro, haciendo de la plaza un lugar de referencia gracias a su gran biblioteca, situada en la planta baja del pazo y que contenía, entre otras, obras de la literatura europea (especialmente francesa), libros de arte y revistas, de gran importancia en la época como expositores de lo que ocurría en las ciudades y en los movimientos artísticos.
A finales del siglo XIX y principios del XX,  Valle-Inclán, amigo de Jesús Muruais, visitaba asiduamente esta biblioteca y participaba en las famosas reuniones que allí se celebraban.
La plaza fue reformada en 2002. Su aspecto actual data de entonces.

## Descripción

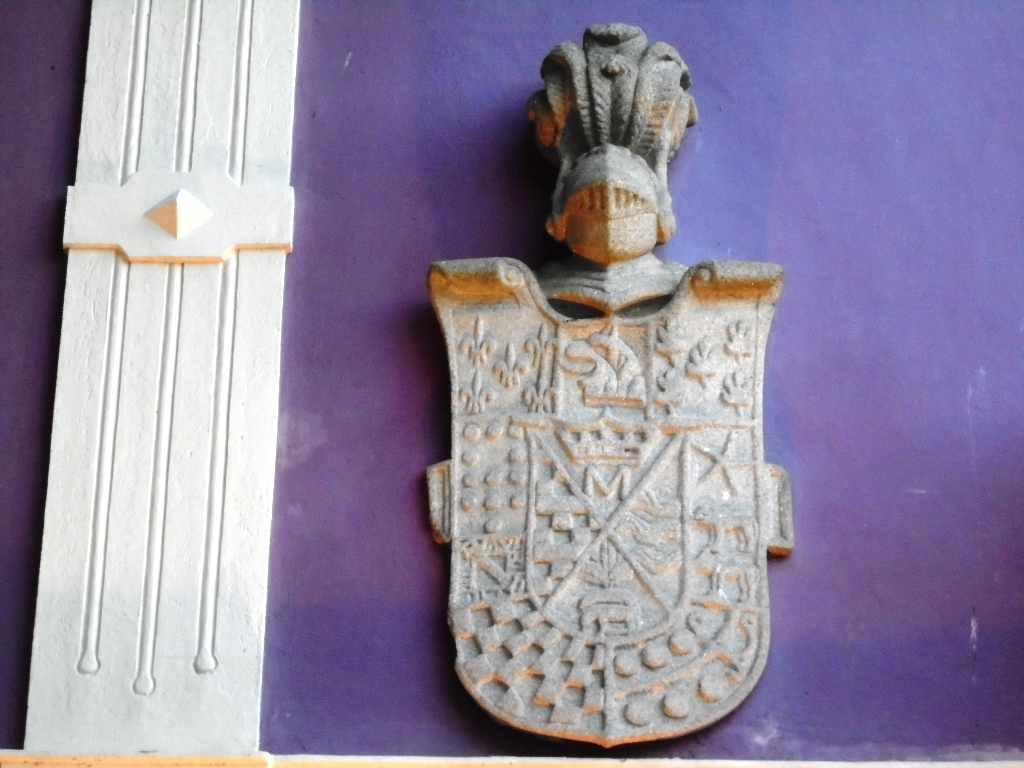
Escudo de armas del pazo de los Cru y Montenegro.

La plaza tiene forma trapezoidal y en ella confluyen las calles Sarmiento, Palma, Don Gonzalo, César Boente y San Xulián. La plaza está pavimentada y es peatonal, al igual que el resto del casco histórico de la ciudad. Tras la remodelación de 2002, los bancos de piedra y las farolas que había en la plaza desaparecieron y se convirtió en un espacio completamente abierto.
La plaza está presidida en su lado este por un gran magnolio centenario, que se encuentra en el jardín urbano del Pazo de los Cru y Montenegro. A la plaza se accede desde el lado sur de la calle Don Gonzalo a través de un arco que forma parte de esta casa señorial.
Las casas del lado norte de la plaza tenían soportales, de los que quedan algunas columnas características, y algunos soportales en el lado oeste, en la calle Sarmiento.
Desde el 26 de junio de 2003, en el lado sureste de la plaza se encuentra una estatua de Valle-Inclán, como recién salido de la casa de los Muruais, donde solía ir a la biblioteca y asistir a reuniones culturales en el despacho de Jesús Muruais.

## Edificios destacados
En el lado sur de la plaza se encuentra el Pazo de los Cru y Montenegro, que salva la calle Don Gonzalo con su arco apuntado. Este pazo data del siglo XV, aunque ha sufrido numerosas modificaciones posteriores, sobre todo en los siglos XVI y XIX. Su fachada fue reconstruida en estilo ecléctico y posee un gran escudo de armas de piedra del siglo XVII, conocido como Escudo de los Doce Linajes, con las armas de Montenegro, Mariño, Sotomayor y Cru, entre otros, y ventanas francesas con balcones en el piso superior. El pazo conserva restos de su torre almenada original, cuyas almenas fueron sustituidas por un tejado convencional.
El Pazo de los Mosquera está situado al oeste de la plaza. Su construcción se inició en el siglo XVI y se modificó en el siglo XVIII. El último piso se añadió en el siglo XX. Hasta entonces, sólo tenía planta baja y un piso superior. El escudo de la fachada pertenece a Luis Mosquera Sotomayor, que vivió en él en el siglo XVI. Posteriormente el interior del pazo se dividió en varias viviendas. A principios del siglo XX, este edificio albergó la Escuela de Balmes, donde el escritor vanguardista Luis Amado Carballo realizó sus primeros estudios.

## Cultura
En el lado oeste de la plaza estuvo localizada durante más de 40 años una de las librerías más antiguas de Galicia, la librería Cao, fundada en 1948 y especializada en libros raros, descatalogados y antiguos.

## Galería de imágenes

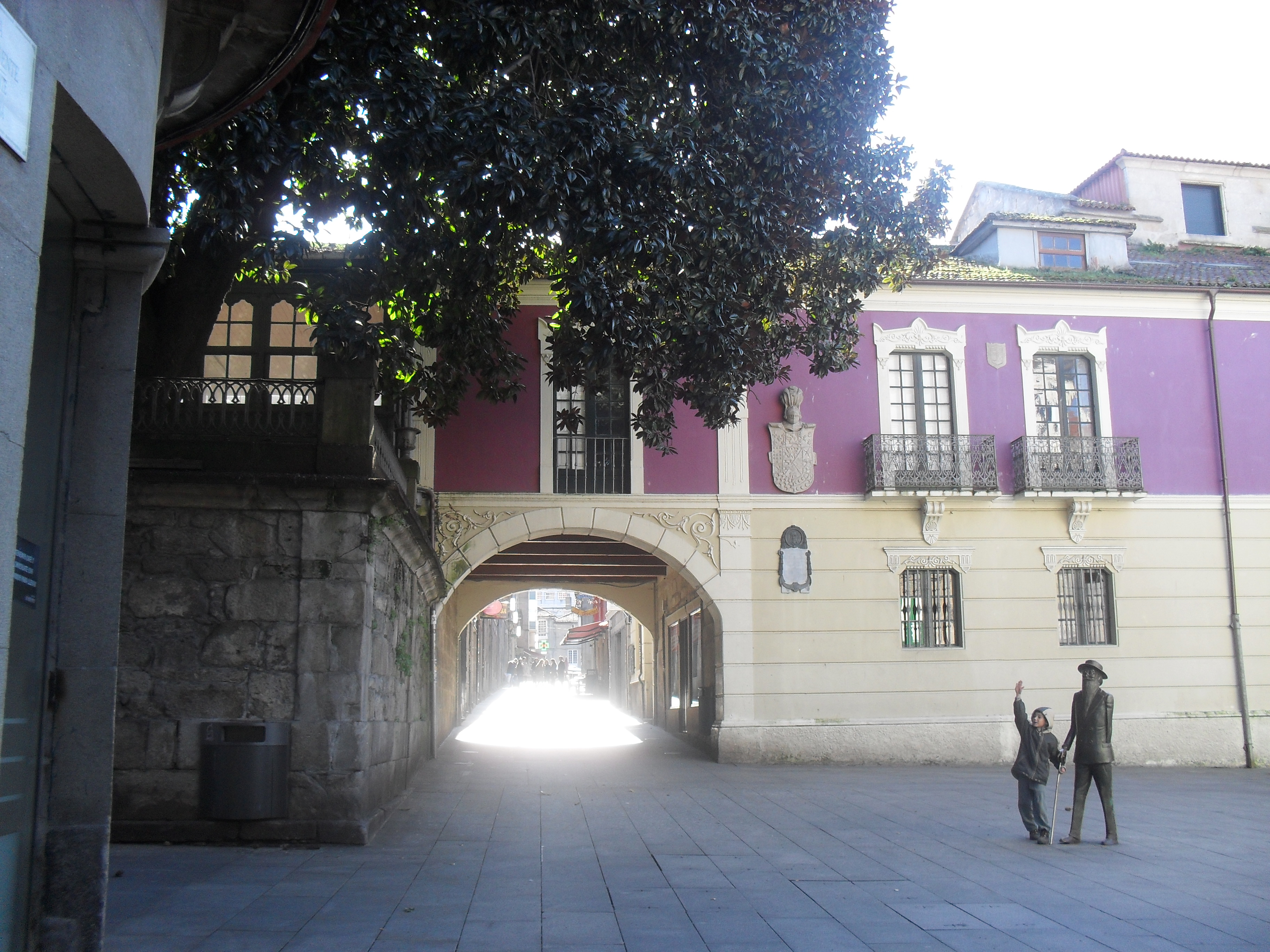
Magnolio centenario y arco del pazo de los Cru y Montenegro.
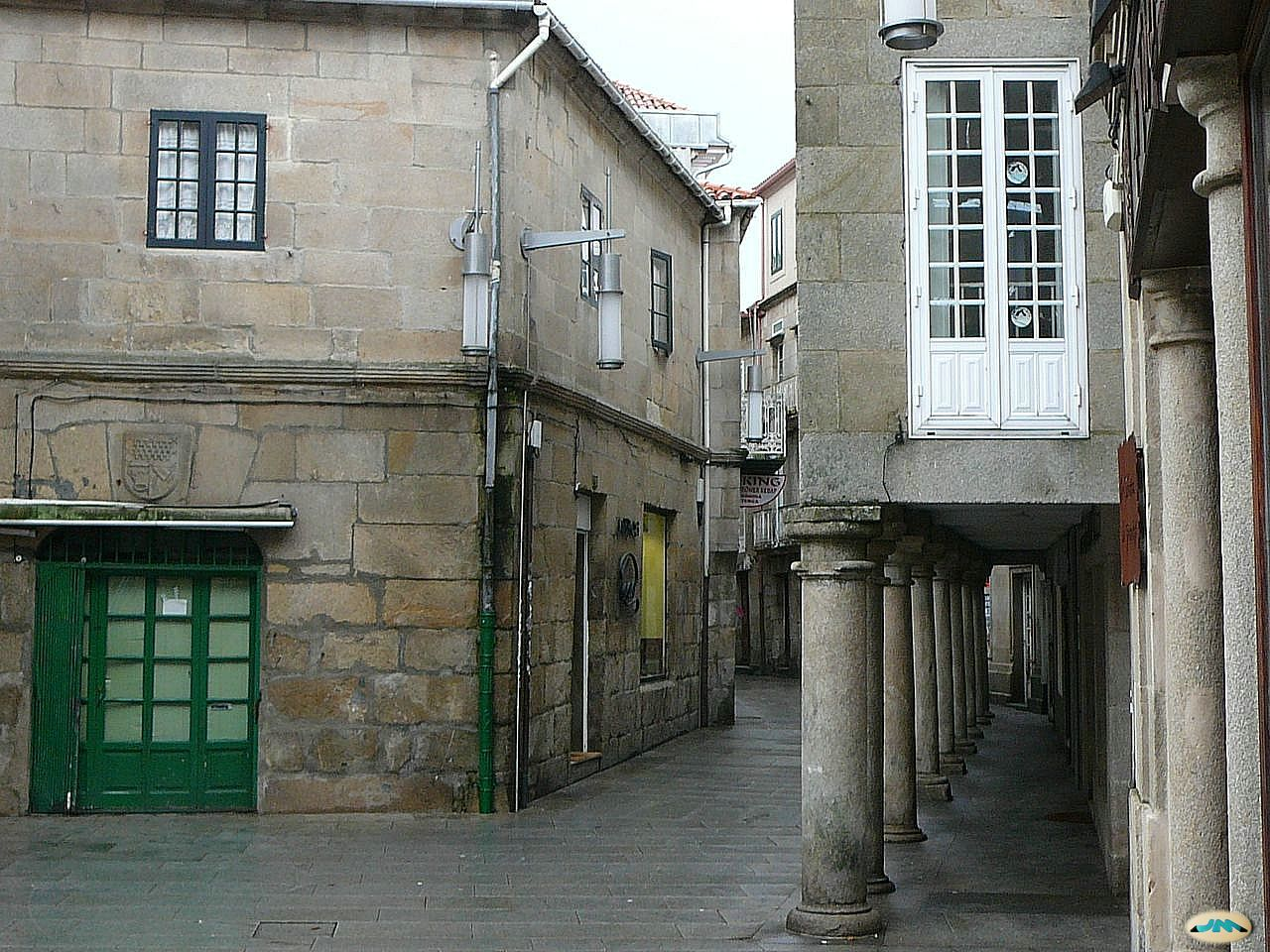
Soportales de las casas del lado norte de la plaza.
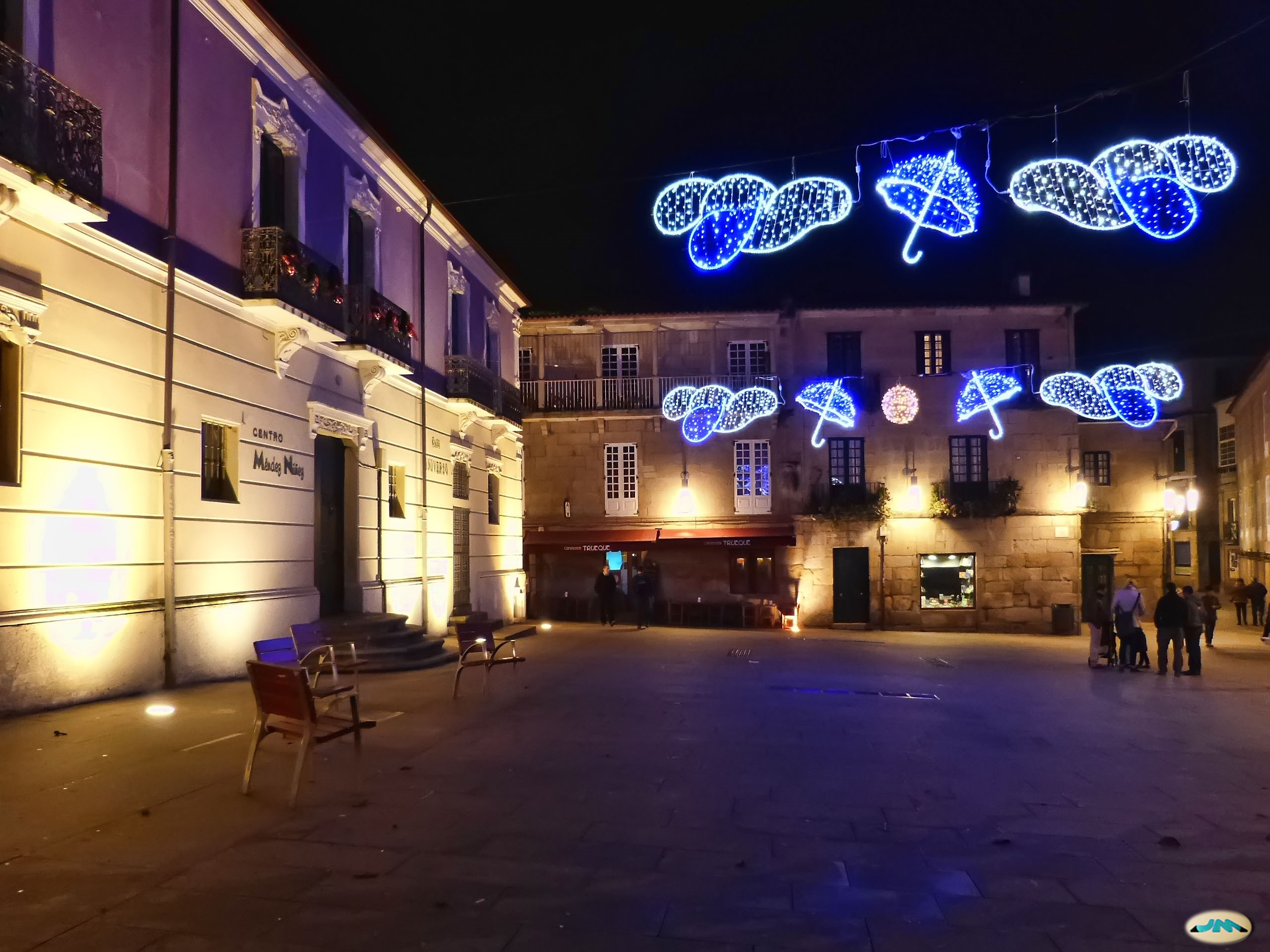
La plaza de noche.
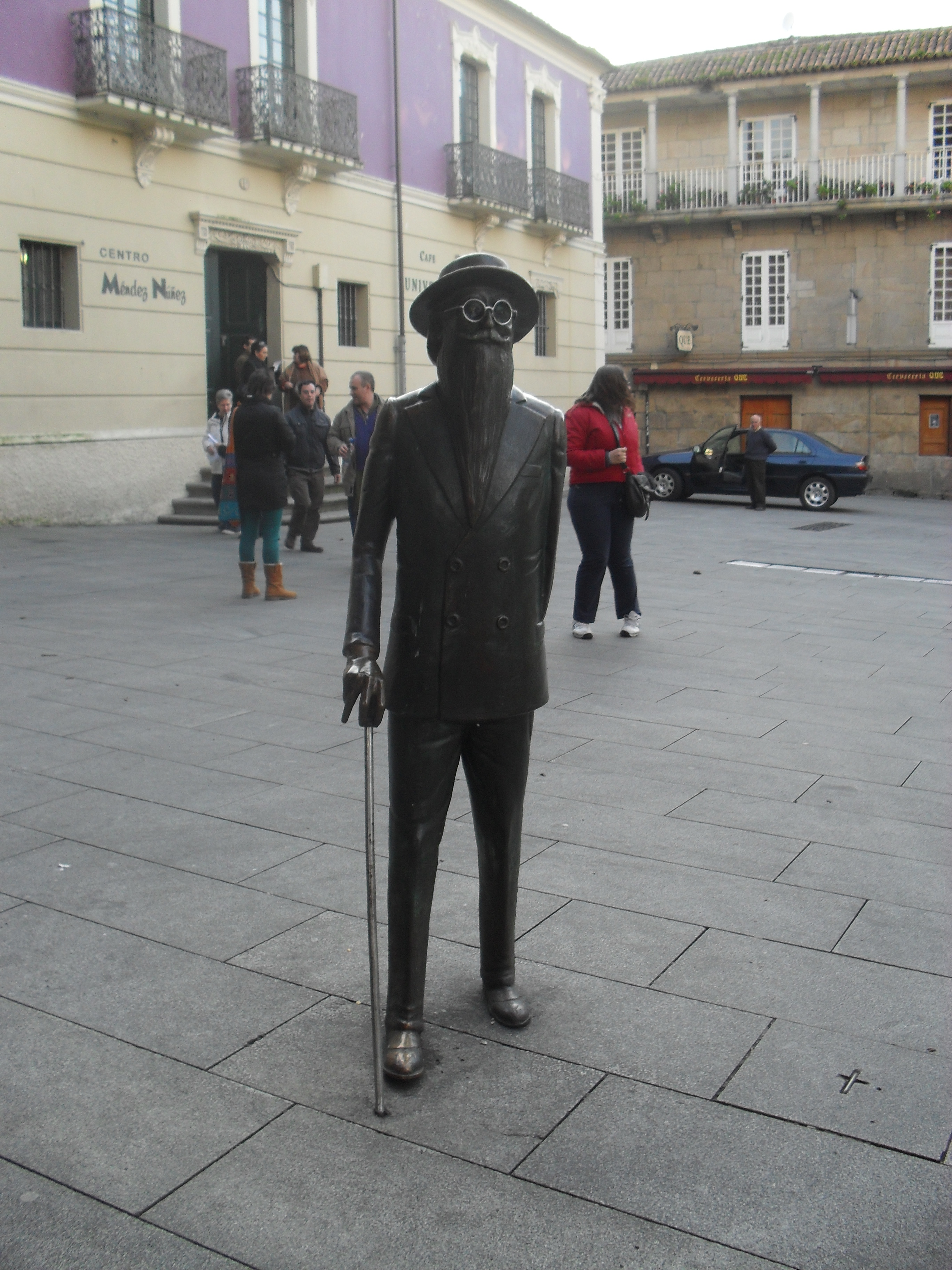
Estatua de Valle-Inclán.
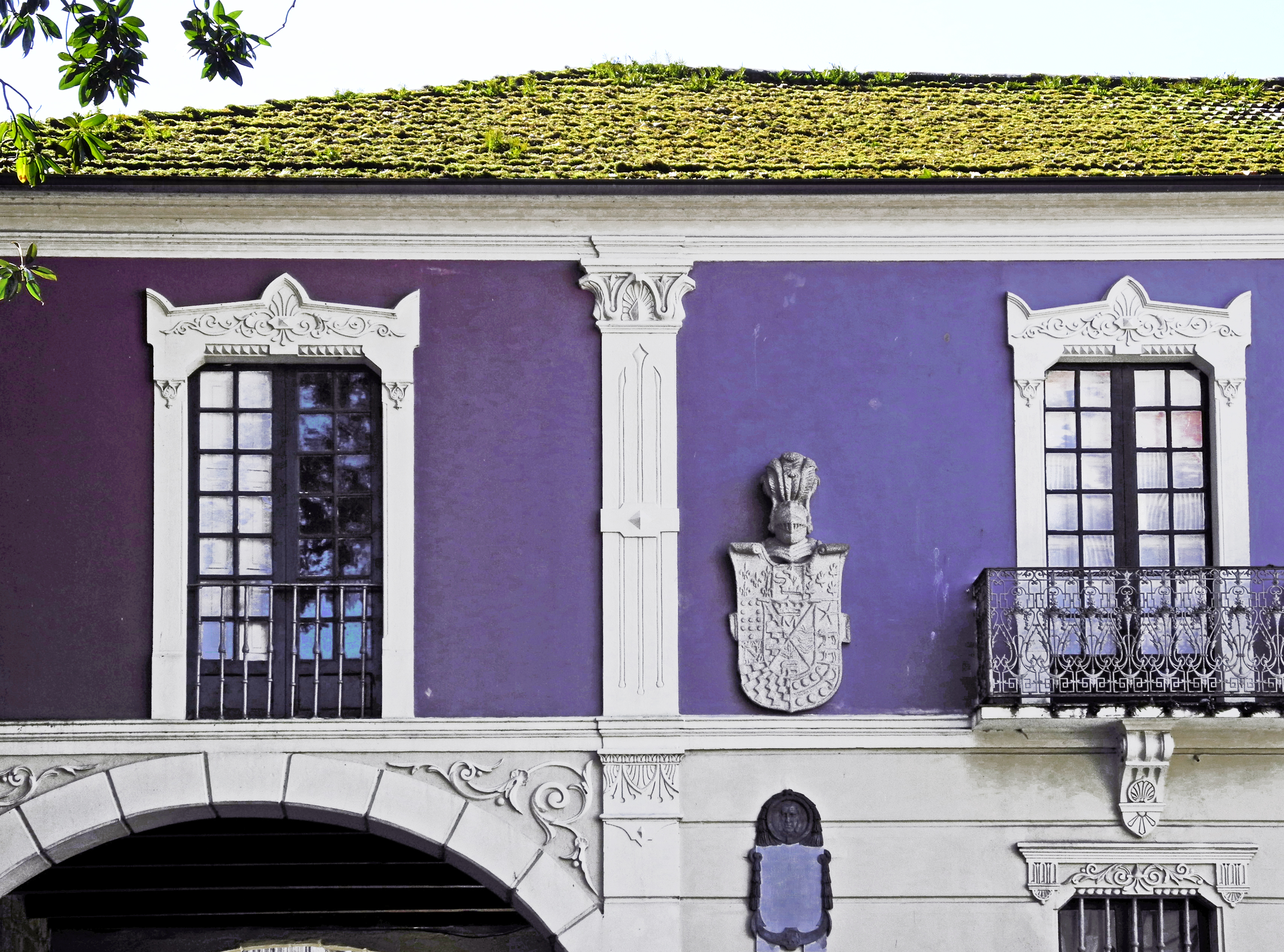
Pazo de los Cru y Montenegro.
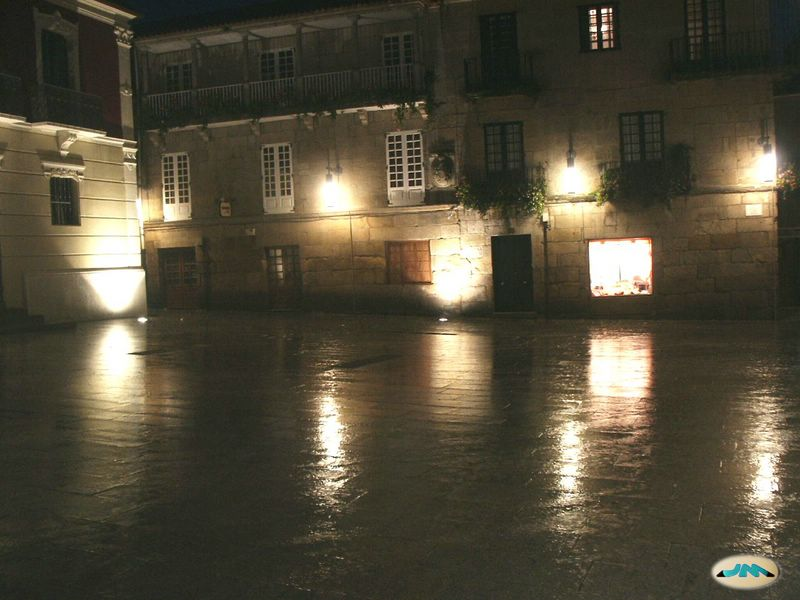
Pazo de los Mosquera.
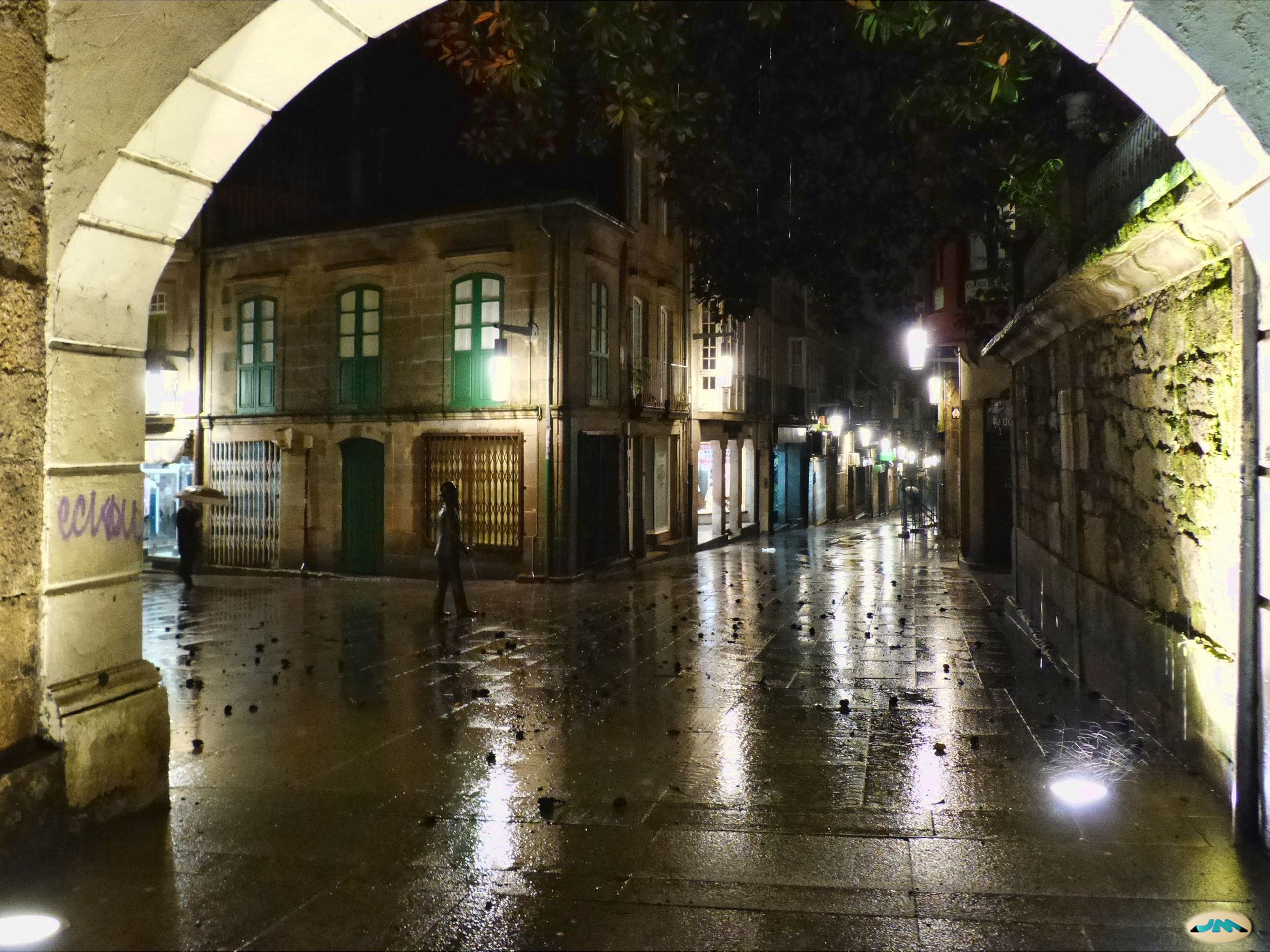
Arco del pazo de Cru y Montenegro, en la calle Don Gonzalo.